# Maconcourt
Maconcourt ist eine auf 340 Metern über Meereshöhe gelegene französische Gemeinde im Département Vosges in der Region Grand Est (vor 2016: Lothringen). Sie gehört zum Kanton Mirecourt im Arrondissement Neufchâteau. Sie grenzt im Nordwesten an Vicherey, im Nordosten an Beuvezin, im Osten an Aboncourt, im Süden an Saint-Prancher, im Südwesten an Dommartin-sur-Vraine und im Westen an Rainville. Die Bewohner nennen sich Maconcourtien(ne)s.

## Bevölkerungsentwicklung
| Jahr                       | 1962 | 1968 | 1975 | 1982 | 1990 | 1999 | 2008 | 2019 |
| Einwohner                  | 101  | 111  | 92   | 88   | 78   | 63   | 95   | 72   |
| Quellen: Cassini und INSEE |      |      |      |      |      |      |      |      |

## Sehenswürdigkeiten

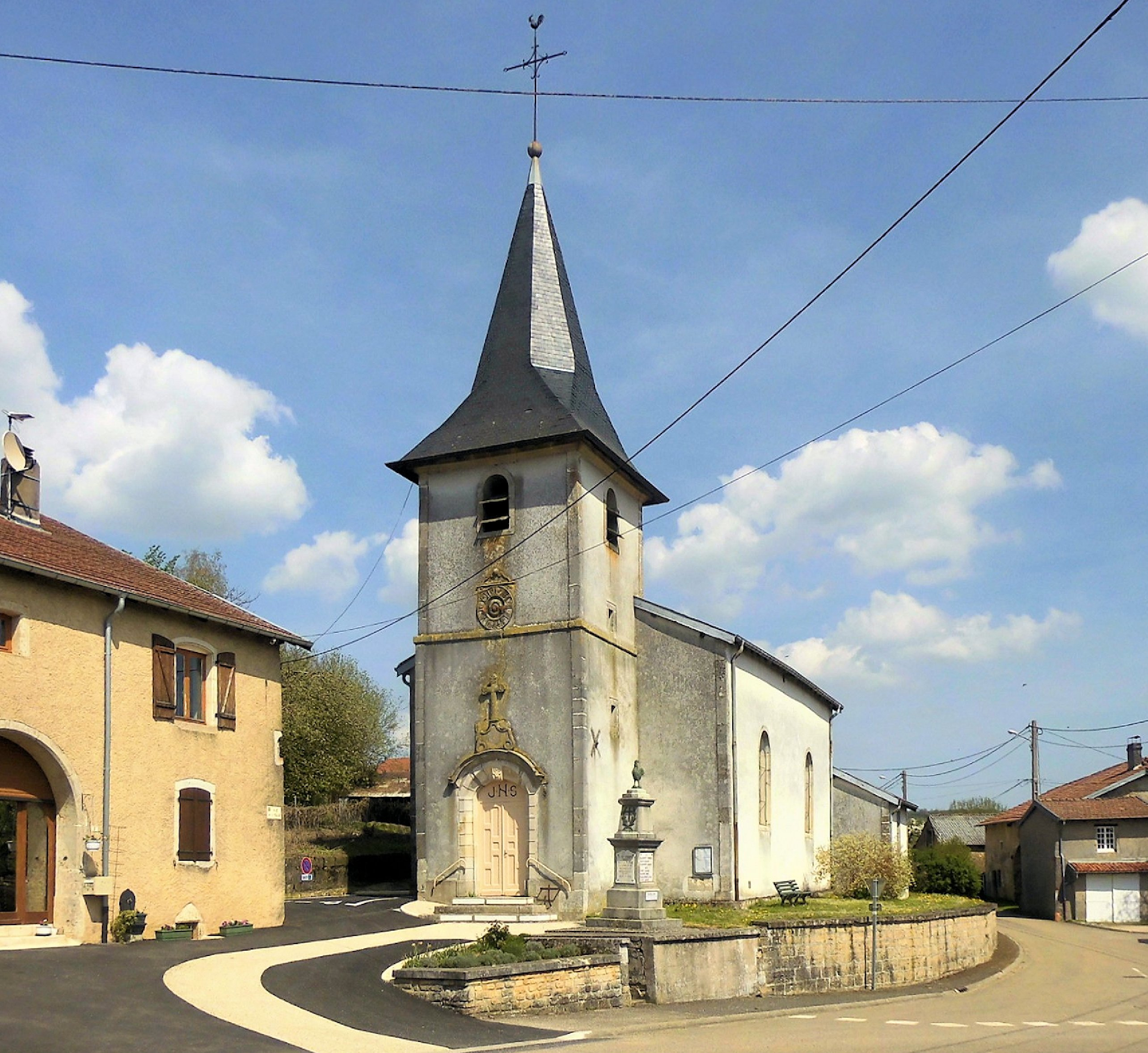
Kirche Saint-Martin

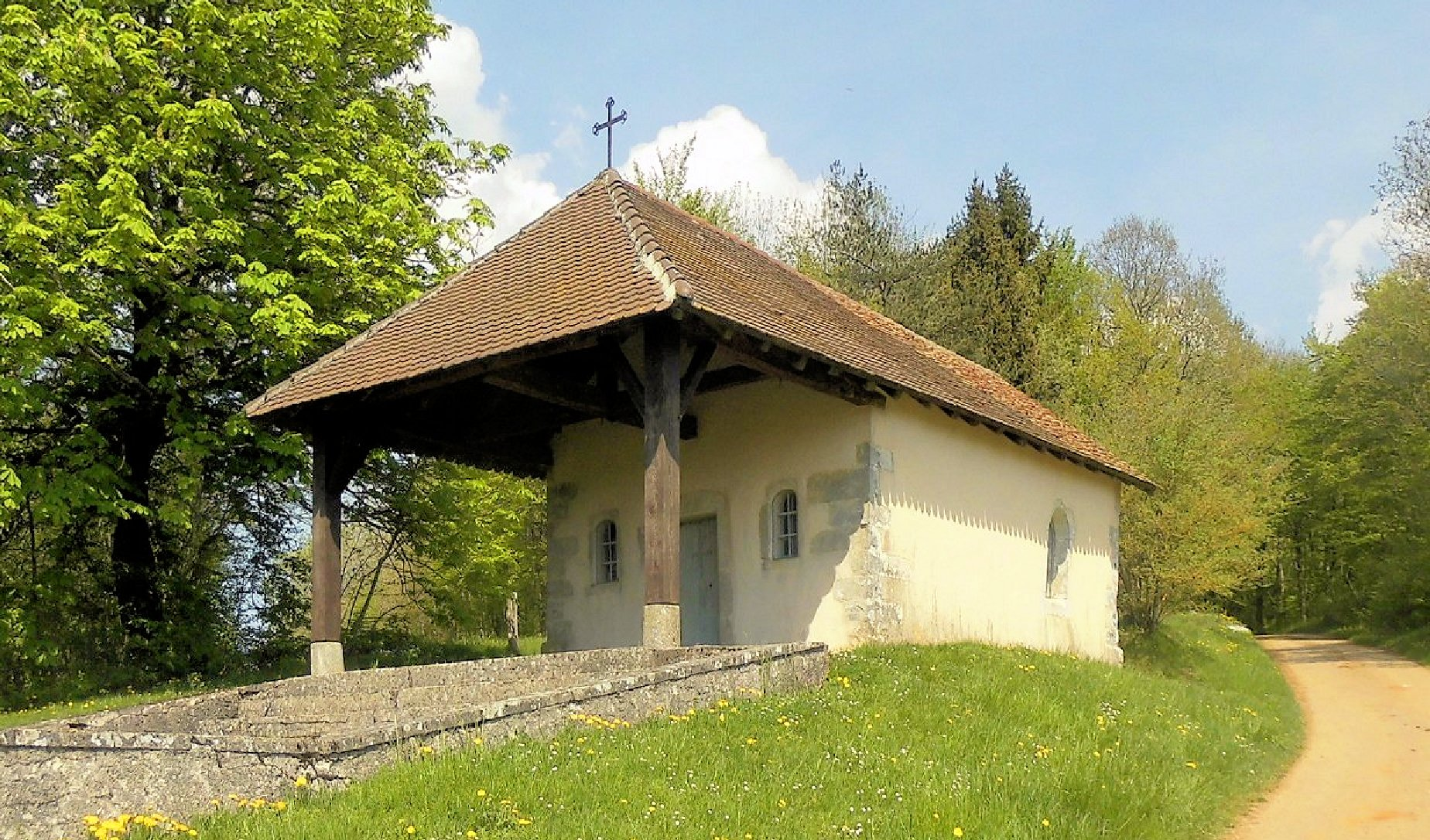
Kapelle Ferrière

- Kriegerdenkmal
- Kirche Saint-Martin, erbaut 1774
- Kapelle Ferrières